# Arroscia
Die Arroscia ist ein größerer Torrentfluss in der norditalienischen Region Ligurien. Sie ist circa 38 Kilometer lang und durchfließt die Provinzen Imperia und Savona. Die Quelle der Arroscia liegt am Passo della Guardia, in den Ligurischen Alpen. Von der über 2000 Meter hoch gelegenen Quelle fließt sie in einem teils weit eingegrabenen Flussbett in die ligurische Ebene und formt bei Mendatica einen pittoresken Wasserfall.
Bei Pieve di Teco erhält die Arroscia linkerseits den Zufluss der Arrogna und rechterseits der Giara di Rezzo. Hier öffnet sich auch das bisher durchflossene, gleichnamige Tal, und nachdem der Fluss Borghetto d’Arroscia durchquert hat tritt er in die Provinz Savona ein.
Auf der Höhe von Villanova d’Albenga erreicht die Arroscia die ligurische Ebene und erhöht erneut, durch den rechten Zufluss der Lerrone, die eigene Wassermenge. In der Ebene angelangt erweitert sich das Kiesbett des Flusses beträchtlich. In der Nähe der Stadt Albenga fließt die Arroscia schließlich mit der Neva zusammen, um den Fluss Centa zu bilden.
Wie auch die Centa ist die Arroscia nach starken Regenfällen (hauptsächlich im Herbst) durch enorme Wassermengen gezeichnet. In den Sommermonaten ist sie hingegen, wie es charakteristisch für Torrente ist, weitestgehend ausgetrocknet.